# Nanorana laojunshanensis
Nanorana laojunshanensis — вид жаб родини Dicroglossidae. Описаний у 2023 році.

## Етимологія
Видова назва відноситься до гори Лаоцзюнь — місцевості, де був знайдений новий вид.

## Поширення
Ендемік провінції Юньнань на півдні Китаю. Виявлений в межах міського округу Ліцзян.